# Chelatococcus asaccharovorans
Chelatococcus asaccharovorans ist ein Bakterium. Die Vorsilbe Chelato des Gattungsnamens weist auf die Fähigkeit hin, Chelate zu nutzen. Hierbei handelt es sich um organische Verbindungen, die Metalle binden können. Das macht das Bakterium für die Entsorgung von chemischen Abfällen interessant.

## Merkmale
Die Zellen von Chelatococcus asaccharovorans sind robuste Stäbchen, schon fast kokkenförmig, mit einer Länge von 1–2 μm und einer Breite von 0,5–1,0 μm. Die Art ist nicht beweglich. Der Gram-Test verläuft, wie für Proteobakterien üblich, negativ. C. asaccharovorans ist von einer zusätzlichen proteinhaltigen S-Schicht umgeben, die etwa 15 nm dick ist.

## Stoffwechsel und Wachstum
Die Zellen von Chelatococcus asaccharovorans ähneln während des exponentiellen Wachstums Diplokokken. Die Wachstumstemperaturen liegen zwischen 4 und 41 °C. Optimales Wachstum erfolgt bei Temperaturen zwischen 35 und 37 °C. Das Bakterium ist chemoorganoheterotroph, d. h., es benötigt organische Stoffe für das Wachstum. Kohlenhydrate werden, außer Glycerin, von dem Bakterium nicht genutzt. Zum Wachstum benötigt es einige Vitamine als Zugabe. Polybetahydroxybuttersäure wird innerhalb der Zelle (sozusagen als „Energiereserve“) gespeichert. Indol wird von dem Bakterium nicht gebildet. Schwefelwasserstoff (H2S) und Acetoin (3-Hydroxy-2-butanon) werden nicht produziert, der Voges-Proskauer-Test (VP-Test) fällt also negativ aus. Glucose wird nicht fermentiert. Eine Hydrolyse von Stärke oder DNA findet nicht statt. Im Gegensatz zu einigen anderen Mitgliedern der Familie Beijerinckiaceae ist Chelatococcus asaccharovorans nicht in der Lage, Stickstoff zu fixieren. Stickstofffixierer können elementaren, molekularen Stickstoff (N2) binden, indem sie ihn zu Ammoniak (NH3) oder Ammonium (NH4+) reduzieren und ihn so dem biologischen Stoffwechsel verfügbar machen.
Die Chelatkomplexe S,S-Ethylendiamindibernsteinsäure (EDDS) und Nitrilotriessigsäure (NTA) können dem Bakterium als einzige Quelle für Energie, Stickstoff und Kohlenstoff dienen.

## Chemotaxonomie
Chelatococcus asaccharovorans enthält sym-Homospermidin, Putrescin, Spermidin und Spermin als hauptsächliche Polyaminverbindungen. Die Fähigkeit, die Nitrilotriessigsäure zu nutzen, ist auch von verschiedenen Pseudomonas-Arten bekannt, das sym-Homospermidin tritt bei diesen Arten allerdings nicht auf. Phosphatidylcholine, Phosphatidylglycerol und Phosphatidylethanolamine zählen zu den häufigsten Lipiden. Das dominierende Chinon ist Ubichinon Q-10. Der GC-Gehalt, also der Anteil der Nukleinbasen Guanin und Cytosin in der Bakterien-DNA, liegt bei 63 Molprozent.

## Systematik
Bei der Erstbeschreibung von Auling und Mitarbeitern wurde Chelatococcus asaccharovorans zu der Familie Beijerinckiaceae gestellt. Weitere Untersuchungen führten im Jahr 2016 zur Schaffung der neuen Familie Chelatococcaceae. Hierzu wurde neben Chelatococcus auch die Gattung Camelimonas gestellt. Die Familie zählt zu der Ordnung Hyphomicrobiales, diese wird zu der Klasse der Alphaproteobacteria gestellt. Die mit Chelatococcus asaccharovorans in der gleichen Arbeit von Auling und Mitarbeitern beschriebene Art Chelatobacter steht phylogenetisch von Chelatococcus etwas entfernt, sie wird zu der Familie Phyllobacteriaceae  gestellt. Diese Familie zählt ebenfalls zu der Ordnung Hyphomicrobiales.

## Ökologie
Chelatococcus asaccharovorans kommt häufig in aquatischen Ökosystemen vor. Besonders häufig ist das Bakterium in eutrophen, warmen Gewässern. Weitere Fundorte sind z. B. Böden und Kläranlagen.
Chelatococcus asaccharovorans wurde auch innerhalb des Darms des Asiatischen Eschenprachtkäfers (Agrilus planipennis) gefunden. Das Bakterium zählt hierbei zu der Darmflora, also zu den Bakterien, die innerhalb des Darms leben. Einige Arten der Darmflora sind lebensnotwendig für den Wirt, es handelt sich um eine Endosymbiose (Lebensort für das Bakterium und Verdauung für den Wirt). Ob das bei Chelatococcus asaccharovorans und der Käferart der Fall ist, ist unklar. Andere innerhalb dieses Käfers gefundene Bakterienarten sind an der Verdauung von Pflanzenmaterial beteiligt, bei diesen Bakterien wurde die Spaltung der Cellulose nachgewiesen. Es sind Burkholderia cepacia sowie nicht näher bestimmte Vertreter der Gattungen Streptomyces und Erwinia.

## Technische Nutzung

Strukturformel von Nitrilotriessigsäure

Das Bakterium kann die Komplex bildenden Verbindungen S,S-Ethylendiamindibernsteinsäure (EDDS, engl. Ethylenediamine-N,N'-disuccinic acid) und Nitrilotriessigsäure (NTA, Nitrilotriacetat, engl. Nitrilotriacetic acid) als einzige Kohlenstoff-, Stickstoff- und Energiequelle nutzen. Dies ist ein wichtiges Merkmal von Chelatococcus asaccharovorans, denn das Bakterium kann zum Abbau des Moleküls eingesetzt werden. Nitrilotriessigsäure zählt zu den Aminopolycarbonsäuren. Da es ein Komplexbildner ist, kann das Molekül Metallionen aufnehmen und einen Komplex bilden. Ist es ein mehrzähniger Ligand, spricht man von Chelatkomplexen. Darauf weist auch der Gattungsname Chelatococcus hin. Anwendungsgebiete für Aminopolycarbonsäuren im Allgemeinen sind z. B. die Reinigung von Flaschen und Leitungen. Andere Nutzungen sind in der Papierindustrie, Landwirtschaft und Galvanotechnik zu finden. Nitrilotriessigsäure wurde früher oft in der Wasserenthärtung eingesetzt.
Wenn der Stoff frei wird und ins Grundwasser gerät, kann es allerdings zur Freisetzung von Schwermetallen kommen, die Nitrilotriessigsäure kann dort Schwermetalle wie Blei, Cadmium und Zink, die sich bereits festgesetzt haben, wieder lösen (remobilisieren). In Deutschland wurden Empfehlungen erlassen, um die Konzentration im Wasser niedrig zu halten. Bakterien wie Chelatococcus asaccharovorans sind somit für den Abbau von Nitrilotriessigsäure von Interesse.
Die Nutzung dieser Verbindung innerhalb des Stoffwechsels wurde auch bei anderen Bakterienarten beschrieben, z. B. bei Arten von Chelatobacter und dem Bakterium Rhodobacter ferrooxidans. Chelatobacter wurde zusammen mit Chelatococcus im Jahr 1993 zum ersten Mal beschrieben. Arten von Chelativorans können die ähnliche Verbindung Ethylendiamintetraessigsäure (EDTA) abbauen.